# Sphaeradenia columnaris
Sphaeradenia columnaris är en enhjärtbladig växtart som beskrevs av R.Erikss. Sphaeradenia columnaris ingår i släktet Sphaeradenia och familjen Cyclanthaceae. Inga underarter finns listade.